# 1428 w literaturze
Wydarzenia literackie w 1428 roku.

## Nowe poezje
- Adam Świnka z Zielonej, Epigramma in Zavissium Niger

## Urodzili się
- Alan z La Roche, teolog Kościoła katolickiego